# آدم رينولدز
آدم رينولدز (بالإنجليزية: Adam Reynolds)‏ هو لاعب دوري الرغبي أسترالي، ولد في 10 يوليو 1990 في سيدني في أستراليا.

## روابط خارجية
- آدم رينولدز على موقع ItsRugby.co.uk (الإنجليزية)